# Madone Grosso
Madone Grosso är ett berg i Schweiz.   Det ligger i distriktet Locarno och kantonen Ticino, i den sydöstra delen av landet, 120 km sydost om huvudstaden Bern. Toppen på Madone Grosso är 2 741 meter över havet, eller 641 meter över den omgivande terrängen. Bredden vid basen är 8,1 km.
Terrängen runt Madone Grosso är huvudsakligen mycket bergig. Närmaste större samhälle är Biasca, 10,6 km öster om Madone Grosso. 
Trakten runt Madone Grosso består i huvudsak av gräsmarker. Runt Madone Grosso är det glesbefolkat, med 14 invånare per kvadratkilometer.